# Stanisław Cypryszewski

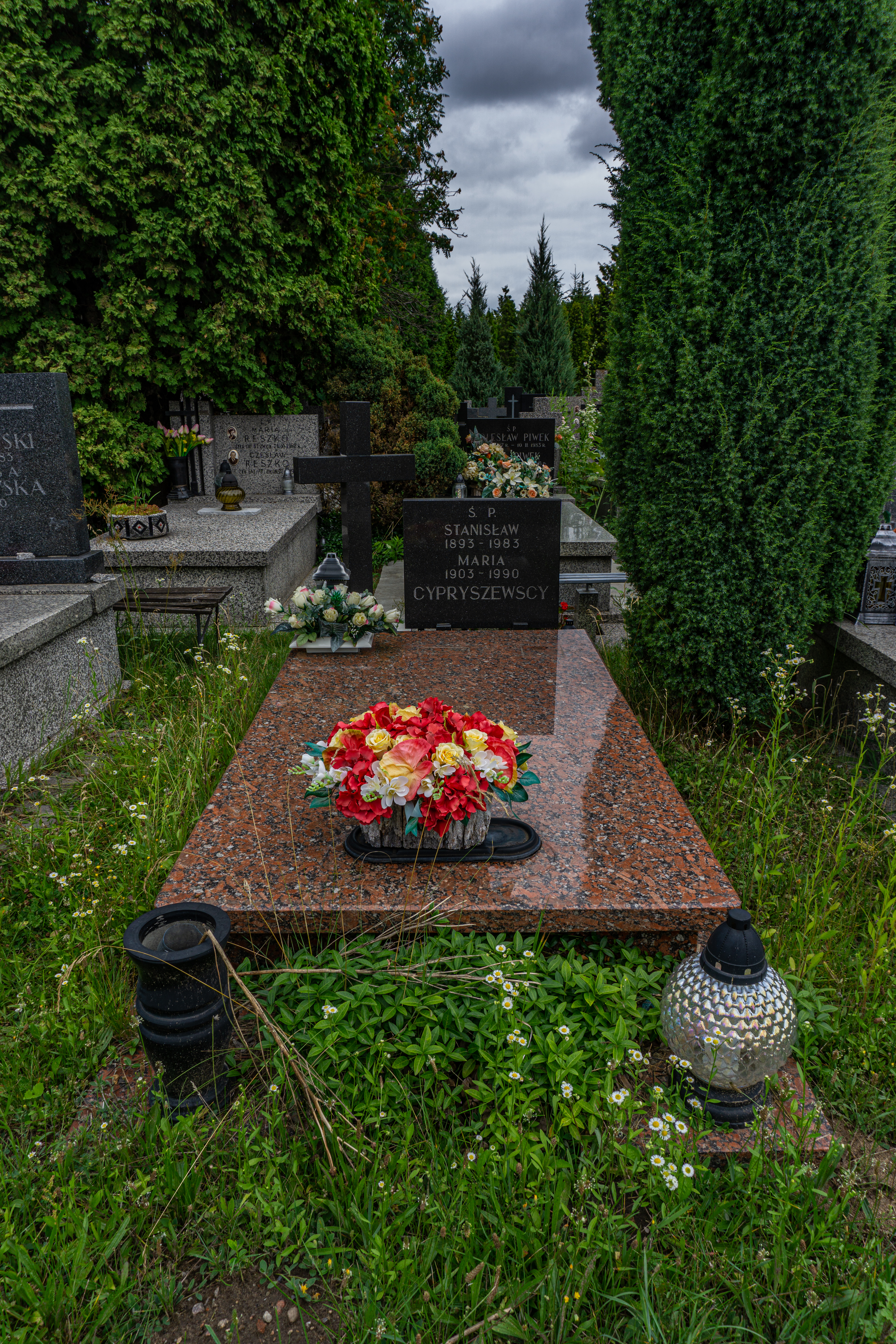
Grób Stanisława Cypryszewskiego na cmentarzu komunalnym Północnym w Warszawie

Stanisław Cypryszewski (ur. 29 stycznia 1893 w Kowlu, zm. 19 lutego 1983) – polski prokurator Ludowego Wojska Polskiego, oskarżający w procesach przeciw polskiemu podziemiu antysowieckiemu.

## Życiorys
Syn Bolesława i Wiktorii z d. Brajczewskiej. Ukończył Katolicki Uniwersytet Lubelski – Wydział Prawa. Uczestnik powstania wielkopolskiego. Uczestniczył w wojnie 1920 roku jako oficer oddziału saperów. Raniony w trakcie Bitwy Warszawskiej w płuco i rękę, resztę wojny spędził w Szpitalu Ewangelickim w Warszawie na ulicy Karmelickiej. Uczestniczył w wojnie obronnej w 1939. Od 1940 do 1944 pracował w Sądzie Okręgowym w Lublinie (był aplikantem, asesorem, pełniącym obowiązki sędziego śledczego).
Był żołnierzem AK. W 1944 został zmobilizowany do Ludowego Wojska Polskiego, gdzie w 1946 został kierownikiem referatu Biura Prawnego Naczelnego Dowództwa LWP (awansowany do stopnia majora w 1945).
Od 1947 do 1948 był podprokuratorem, a następnie wiceprokuratorem Wydziału VI Naczelnej Prokuratury Wojskowej, potem Wydziału IX Wykonania Orzeczeń i Ułaskawień. Brał udział w sprawie i w egzekucji – 25 maja 1948 - rotmistrza Witolda Pileckiego, oraz pozostaje współodpowiedzialny za skazanie i śmierć podpułkownika Hieronima Dekutowskiego.
10 stycznia 1952 został przekazany do dyspozycji GZP, a 25 lutego 1952 został przeniesiony do rezerwy, podjął pracę jako adwokat i obrońca wojskowy w Warszawie.
Pochowany na cmentarzu komunalnym Północnym w Warszawie.